# Hồng Tự Bảo
Khu Hồng Tự Bảo (tiếng Trung: 红寺堡区) thuộc Ngô Trung, nằm ở trung bộ khu tự trị Ninh Hạ, Trung Quốc. Hồng Tự Bảo nguyên là khu vực chủ yếu của một dự án thủy lợi mang tầm quốc gia, là một khu phát triển sinh thái thu hút di dân nghèo, dùng làm nơi an trí những ngươi nghèo từ các huyện có điều kiện tự nhiên khắc nghiệt ở nam bộ Ninh Hạ: Đồng Tâm, Hải Nguyên, Nguyên Châu, Bành Dương, Tây Cát, Long Đức, Kính Nguyên và Trung Ninh. Tháng 9 năm 2009, Quốc vụ viện phê chuẩn việc thành lập khu Hồng Tự Bảo thuộc thành phố Ngô Trung, có diện tích 2767 km², quản lý 2 trấn và 3 hương, 1 nhai đạo biện sự xử, 61 thôn hành chính, 2 khu thành trấn xã. Sau hơn 10 năm cải tạo thủy lợi, có 200 nghìn người di cư đến Hồng Tự Bảo, trong đó 61% là người Hồi. Hồng Tự Bảo có độ cao trung bình 1240-1450 mét, có khí hậu ổn đới lục địa điển hình, thường khô hạn thiếu mưa, chênh lệch nhiệt độ lớn giữa ngày và đêm.